# Мута-Кюля
Му́та-Кю́ля (фин. Mutakylä) — деревня в Гатчинском муниципальном округе Ленинградской области.

## История
На «Топографической карте окрестностей Санкт-Петербурга» Военно-топографического депо Главного штаба 1817 года она обозначена как деревня Мудакюля Тервалова из 7 дворов.
Деревня Мутакюля из 5 дворов упоминается на «Топографической карте окрестностей Санкт-Петербурга» Ф. Ф. Шуберта 1831 года.

МЮДЯКЮЛЯ — деревня принадлежит ведомству Гатчинского городового правления, число жителей по ревизии: 13 м. п., 17 ж. п. (1838 год)

В пояснительном тексте к этнографической карте Санкт-Петербургской губернии П. И. Кёппена 1849 года она записана как деревня Mutakylä (Мюдякюля, Мутакуля) и указано количество её жителей на 1848 год: эвремейсов — 9 м. п., 9 ж. п., савакотов — 8 м. п., 9 ж. п., всего 35 человек.

МУТИКЮЛЯ — деревня её высочества государыни великой княгини Елены Павловны, по почтовому тракту, число дворов — 6, число душ — 15 м. п. (1856 год)

Согласно «Топографической карте частей Санкт-Петербургской и Выборгской губерний» в 1860 году деревня называлась Мутакюля и состояла из 7 крестьянских дворов.

МУТАКЮЛЯ — деревня Ораниенбаумского дворцового правления близ речки Пудости, число дворов — 6, число жителей: 18 м. п., 16 ж. п. (1862 год)

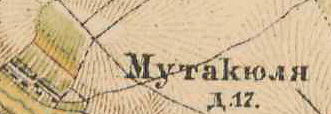
План деревни Мута-Кюля. 1885 год

В 1885 году деревня Мутакюля насчитывала 17 дворов.
В конце XIX — начале XX века деревня административно относилась к Староскворицкой волости 3-го стана Царскосельского уезда Санкт-Петербургской губернии. Население деревни было исключительно финским.
К 1913 году количество дворов не изменилось.
Согласно данным переписи населения СССР 1926 года в деревне Мутокюля Скворицкого сельсовета Староскворицкой волости Троцкого уезда проживали 70 человек, все финны.

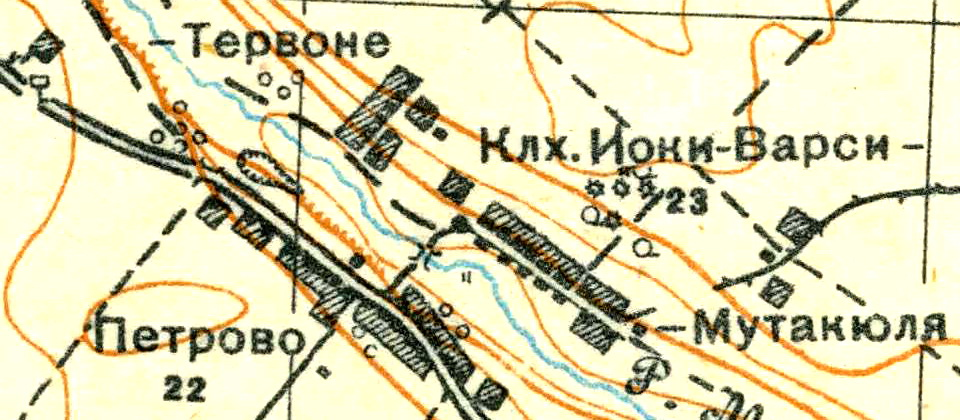
План деревни Мута-Кюля. 1931 год

Согласно топографической карте 1931 года деревня называлась Мутакюля (Колхоз Иоки-Варси) и насчитывала 23 двора.
По данным 1933 года деревня называлась Муттокюля и входила в состав Скворицкого финского национального сельсовета Красногвардейского района.
По данным 1966, 1973 и 1990 годов деревня называлась Мута-Кюля и входила в состав Пудостьского сельсовета Гатчинского района.
В 1997 году в деревне проживали 4 человека, в 2002 году — 14 человек (русские — 50%, азербайджанцы — 50%), в 2007 году — также 14, в 2010 году — 18.

## География
Деревня расположена в северной части района близ автодороги 41К-011 (Стрельна — Гатчина).
Расстояние до административного центра поселения, посёлка Пудость — 7 км.
Расстояние до ближайшей железнодорожной станции Пудость — 8,5 км.
Деревня находится на левом берегу реки Ижоры.

## Демография
| 1862 | 2007 | 2010 | 2017 |
| ---- | ---- | ---- | ---- |
| 34   | ↘14  | ↗18  | ↗35  |

### Национальный состав
Согласно данным Всероссийской переписи населения 2021 года в деревне проживали 34 человека, из них:
 русские — 31, украинцы — 1, другие национальности — 2 человека.

## Достопримечательности
- Близ деревни находится курганно-жальничный могильник XI—XIV веков[25].